# Secusio abdominalis
Secusio abdominalis är en fjärilsart som beskrevs av Rothschild 1910. Secusio abdominalis ingår i släktet Secusio och familjen björnspinnare. Inga underarter finns listade.